# جياسي زارديس
جياسي زارديس (بالإنجليزية: Gyasi Zardes)‏، من مواليد 2 سبتمبر 1991 بهاوثورني (كاليفورنيا) بالولايات المتحدة الآمريكية، لاعب كرة قدم أمريكي، يلعب حاليا في صفوف نادي لوس أنجلوس جالاكسي، كما يشارك أيضا مع منتخب الولايات المتحدة الآمريكية لكرة القدم.

## روابط خارجية
- جياسي زارديس على موقع الدوري الأمريكي (الإنجليزية)
- جياسي زارديس على موقع قاعدة بيانات كرة القدم.إي يو (الإنجليزية)
- جياسي زارديس على موقع ناشيونال فوتبول تيمز (الإنجليزية)
- جياسي زارديس على موقع Soccerway.com (الإنجليزية)
- جياسي زارديس على موقع عالم كرة القدم.نت (الإنجليزية)
- جياسي زارديس على موقع AS.com (الإسبانية)